# Usson-du-Poitou
Usson-du-Poitou är en kommun i departementet Vienne i regionen Nouvelle-Aquitaine i västra Frankrike. Kommunen ligger i kantonen Gençay som tillhör arrondissementet Montmorillon. År 2022 hade Usson-du-Poitou 1 226 invånare.

## Befolkningsutveckling
Antalet invånare i kommunen Usson-du-Poitou
| Referens: INSEE |